# 图西族
图西族（Tutsi）是中部非洲的卢旺达和布隆迪三大土著族群之一，另两族是胡图族和特瓦族。胡圖族與圖西族十分相近，他們的語言、體格和文化都沒有很大的分別，其差異主要在於社會階級，傳統上圖西族是牛主，而胡圖族則為農民，圖西族是胡圖族之主人，所以長久以來圖西族擁有主導地位。比利时和德国殖民时期，外来殖民者选择肤色较浅、鼻梁较高的人群作为统治阶级，称为图西族。在殖民主义消失后，胡图族掌握了卢旺达的政权，开始对图西族进行报复。与此同时，在布隆迪当权的图西族也对胡图族进行了种族清洗。1990年图西族成立开始进行颠覆政府的活动，随后两族对立导致了胡图族政府开始操纵卢旺达种族灭绝，上百萬图西族人被杀。根据人权观察分析估计，居住在卢旺达的图西族人，有77%死于1994年的卢旺达大屠杀。图西族的卢旺达爱国阵线最终联合邻国乌干达军队成功夺取政权。然而虽然图西族现在在卢旺达当权，但他们不称自己为图西族。

## 民族分布、人口與語言

### 民族分布
多數圖西族人分布於東非地區的盧安達、蒲隆地兩國，以及剛果民主共和國東部。當地三大族群為圖西族、胡圖族和特瓦族。

### 人口
圖西族約佔各國總人口的少數派：盧安達約佔9–10%、蒲隆地約佔14–15%。

### 語言
圖西族主要使用盧安達語（Kinyarwanda）與基隆迪语（Kirundi），兩者互通，均為班圖語支 Rwanda–Rundi 方言群。  
兩語皆使用拉丁字母拼寫，拼音體系由殖民時期的傳教士和行政人員建立。
此外，部分圖西人亦能使用斯瓦希里語、法語與英語，後兩者為殖民史與教育體制下之產物。

## 地理環境

### 蒲隆地
蒲隆地面積約27,834平方公里，位於東非大裂谷與大湖區交界、鄰接盧安達、坦尚尼亞與剛果民主共和國，以1500公尺以上之山地高原為地形主體。

### 盧安達
盧安達為內陸高地國家，面積約26,338平方公里，海拔範圍自最低950至超過2000公尺，中部多丘陵，東部則為草原與濕地，屬熱帶高地氣候，降雨分配均衡。

### 非洲大湖地區與鄰近地區
圖西族居住地涵蓋維多利亞湖、坦干依喀湖、阿爾貝特湖等地帶，氣候從熱帶到亞熱帶；剛果民主共和國東部炎熱潮濕；烏干達南部與坦尚尼亞西部亦屬農牧適地。

### 氣候
整體為熱帶高地氣候，全年氣溫穩定偏高，夜間較涼爽；年降雨量豐富、呈雨季旱季分布，特別有利於咖啡、茶葉等作物生長。盧安達與蒲隆地平均氣溫約20℃，低海拔地區如剛果東部氣候則更為濕熱。

## 社會文化

### 社會階層與文化特質
圖西族傳統上以畜牧（特別是牧牛）為主，與農業為生的胡圖族在生計型態上有所區隔。過去牛隻的擁有數量被視為社會地位象徵，圖西族人也因此常被認為是貴族階層，儘管這種區分在現代已趨模糊。

### 宗教信仰
圖西族傳統宗教信仰強調祖靈崇拜與大自然神祇的力量，其中最具代表性的是「Imana」，被視為萬物創造者與守護者。現代圖西族大多信奉基督宗教（天主教與新教），這一變化始於殖民時期歐洲傳教士的傳入。傳統與基督信仰常並存於日常生活儀式之中。

### 婚姻制度與家庭結構
圖西族傳統為父系社會，婚姻通常由家庭安排，重視兩家族間的社會與經濟聯盟。嫁妝制度普遍，通常包括牛隻等財產。婚禮常包含象徵性儀式，如「贈牛」與口頭祝詞，顯示牛隻在圖西文化中的核心地位。現代雖轉向自由戀愛與民事婚姻，但傳統儀式與家庭聯結觀仍具影響力。

### 藝術與口述傳統
圖西族以其精緻的草編藝術、編織圖案與樂舞聞名，傳統舞蹈（如Intore）結合戰士精神與儀式表演，是部族儀典、婚禮與慶典中不可或缺的一部分。口述歷史與詩歌（如*ibitekerezo*）是知識傳遞與社會教育的重要方式。

## 基因分析
没有针对图西人的mtDNA或母亲血统的同行评审的遗传研究。但是，Fornarino的报告未公开的数据表明，来自卢旺达的图西人携带泰米爾人的mtDNA单倍群R7

## 著名人物

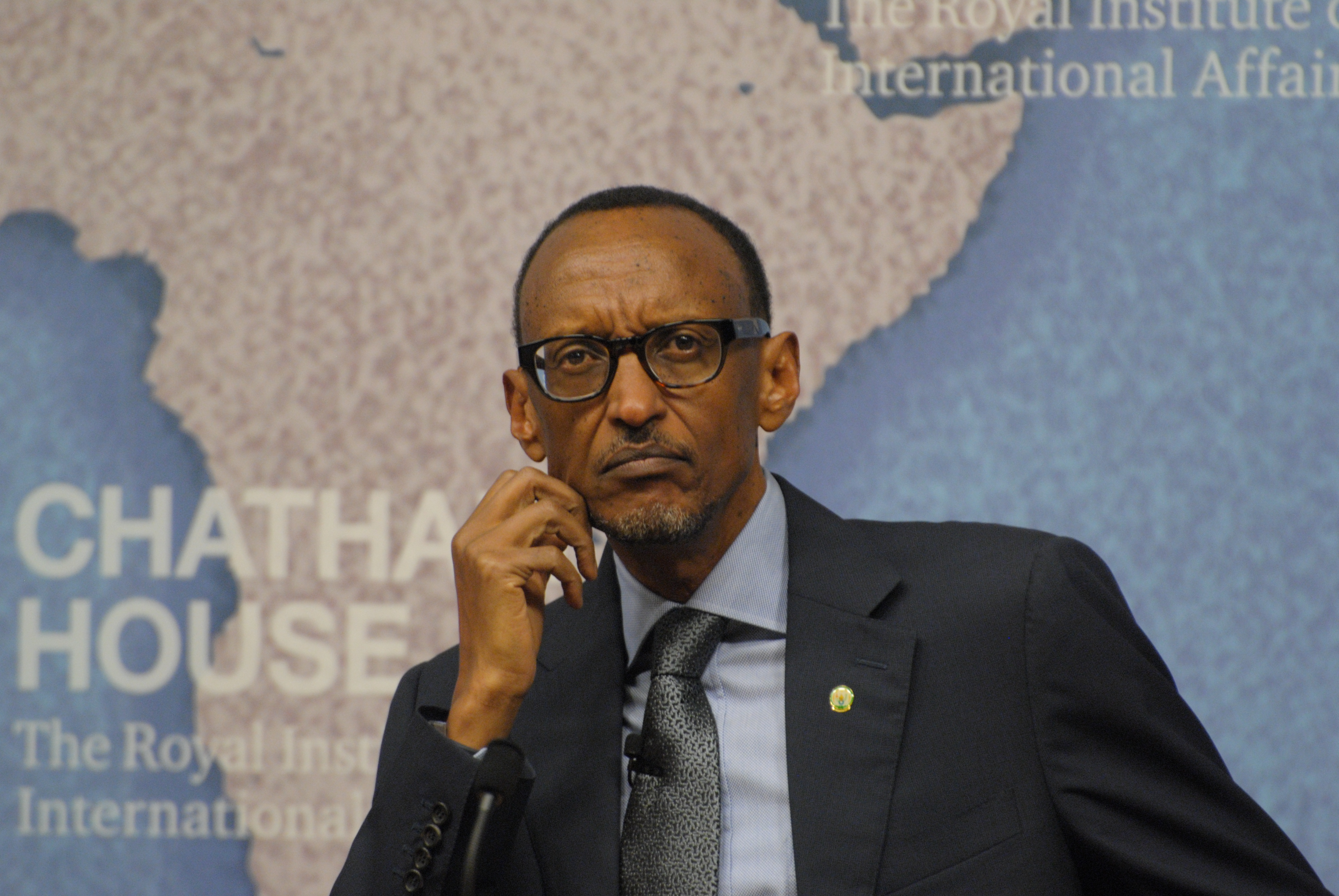
保罗·卡加梅，现在的卢旺达总统

- 米歇尔·米孔贝罗，前蒲隆地總統。
- 让·巴蒂斯特·巴加扎，前蒲隆地總統。
- 皮埃尔·布约亚，前蒲隆地總統。
- 保罗·卡加梅，现在的卢旺达总统。
- 司徒迈，比利时电音歌手。